# Lippingau
Die Lippingau (auch: Lippinger Auwe, Lipping Auw, Swensbeck, Oestergaarder Au, dänisch: Lipping Å, Svensbæk) ist ein Fließgewässer im Kreis Schleswig-Flensburg in der Landschaft Angeln in Schleswig-Holstein. Sie beginnt gemäß Amtlichem Wasserwirtschaftlichem Gewässerverzeichnis (AGV) als Rohrsystem von 20 Zentimeter Innendurchmesser unmittelbar östlich der Straße Möllmarker Schweiz auf dem Grundstück Möllmarker Schweiz Nr. 5 in der Gemeinde Sörup. Sie fließt Richtung Nordosten durch Wald- und Grünlandflächen und tritt nach 1186 Meter beim Grundstück Möllmarker Schweiz Nr. 6 zu Tage. Sie fließt als kanalartiges Fließgewässer Richtung Nordosten, um nach Unterquerung der Straße Rackebüll wieder in einem Rohr weiterzufließen. Nach Unterquerung der Straße Birristoft kommt sie auf einem Acker wieder an die Oberfläche. Sie streift den östlichen Siedlungsrand von Sterup und wendet sich dann nach Osten. In Kallewatt mündet am linken Ufer die Bordeskuhler Au, danach am rechten Ufer der Esgruser Mühlenstrom in die Lippingau. Bei Gut Oestergaard unterquert die Lippingau die Bundesstraße B 199 und mündet nördlich der Straße Ohrfeldhaff in die Geltinger Bucht und damit in die Ostsee, siehe auch Karte 1. Die Fließlänge der Lippingau beträgt 14 Kilometer, wovon 2,3 Kilometer verrohrt sind.
Im neunzehnten Jahrhundert war die Lippingau beim Gut Oestergaard als Mühlenteich aufgestaut. Die Gutsgebäude lagen auf einer Insel in dessen Mitte und waren nur über eine Brücke zu erreichen. Das Gut betrieb dort eine Wassermühle, siehe Bild 1. Die Lippingau führt heute in einem neu angelegtem kanalartigem Bachbett 140 Meter südlich des Mühlenteiches vorbei. Am nördlichen linken Ufer der Lippingau wurde der Flussdamm Lippingau aufgeschüttet, der bis zur Mündung reicht. Er verhindert, dass das Oberflächenwasser der südlich der Lippingau höher gelegenen Gebiete in das auf Meereshöhe liegende alte Auental der Lippingau gelangt. Damit dieses landwirtschaftlich genutzt werden kann, wird das alte Auental über ein Dauerschöpfwerk mit zwei Förderpumpen mit einer Durchflussmenge von 170 und 100 Liter pro Sekunde in die neue Lippingau entwässert.
Der Name der Lippingau ist erstmals 1574 dokumentiert. Der Name, der Parallelen in Norwegen hat, geht auf adän. lapp (Lappen) oder lippa (Lippe) zurück und bezieht sich hier auf einen gekrümmten, gebogenen oder verzweigten Wasserlauf. Während des 1. Schleswigschen Krieges bildete die Au zeitweise eine bis nach Tondern (Tønder) gehende Demarkationslinie.

## Ökologie
Die Lippingau, in alten Karten auch als Lippping-Au bezeichnet, wird von der Bundesanstalt für Gewässerkunde (BfG) in drei Wasserkörper unterteilt, siehe auch Tabelle 1. Der erste Wasserkörper „Lippingau OL“ umfasst den Oberlauf der Lippingau von der Quelle bis zur Flensburger Straße (L 21) am Westrand von Sterup. Daran an schließt sich der Wasserkörper „Lippingau ML“ des Mittellaufs der Lippingau bis zu einem Knick südlich von Kallewatt. Der Dritte Wasserkörper „Lippingau“ ist daran anschließend der gesamte Unterlauf der Lippingau zusammen mit dem Unterlauf des Esgruser Mühlenstroms von der Straße An der Kirche (K 103) bis zu dessen Mündung in die Lippingau. Letzterer wird als einziger nach § 28 Wasserhaushaltsgesetz (WHG) als „natürlich“ eingestuft, der Rest als „erheblich verändert“.
Keines der Wasserkörper befinden sich in einem guten ökologischen und chemischen Zustand. Alle liegen über den Grenzwerten bezüglich Nitraten, Quecksilber und Quecksilberverbindungen und dem Herbizid Bromierte Diphenylether. Im Mittellauf der Lippingau ist auch der Grenzwert für das Herbizid Diflufenican überschritten.
Entlang der Lippingau und des Unterlaufes des Esgruser Mühlenstroms befinden sich mehrere stationäre Messstellen für Chemie und Biologie, siehe Karte 2.
Bis zum Jahre 2028 muss gemäß WRRL für alle Gewässer in der Europäischen Union ein „guter“ ökologischer und chemischer Zustand erreicht werden.
| Wasserkörperbezeichnung | Kennung           | Wasserkörperlänge [km] | Gewässertyp                                                                 | Kategorie           | Ökologisches Potenzial (gesamt) | Chemischer Zustand (gesamt) | Schadstoffe mit Überschreitung der Umweltqualitätsnorm (UQN)                                  |
| ----------------------- | ----------------- | ---------------------- | --------------------------------------------------------------------------- | ------------------- | ------------------------------- | --------------------------- | --------------------------------------------------------------------------------------------- |
| Lippingau OL            | DERW_DESH_FF_15   | 3,74                   | Kiesgeprägte Tieflandbäche (LAWA-Typcode: 16)                               | erheblich verändert | mäßig                           | nicht gut                   | Nitrate, Bromierte Diphenylether (BDE), Quecksilber und Quecksilberverbindungen               |
| Lippingau ML            | DERW_DESH_FF_08   | 2,62                   | Kleine Niederungsfließgewässer in Fluss- und Stromtälern (LAWA-Typcode: 19) | erheblich verändert | mäßig                           | nicht gut                   | Nitrate, Bromierte Diphenylether (BDE), Quecksilber und Quecksilberverbindungen, Diflufenican |
| Lippingau               | DERW_DESH_FF_09_B | 10,62                  | Kiesgeprägte Tieflandbäche (LAWA-Typcode: 16)                               | natürlich           | unbefriedigend                  | nicht gut                   | Nitrate, Bromierte Diphenylether (BDE), Quecksilber und Quecksilberverbindungen               |

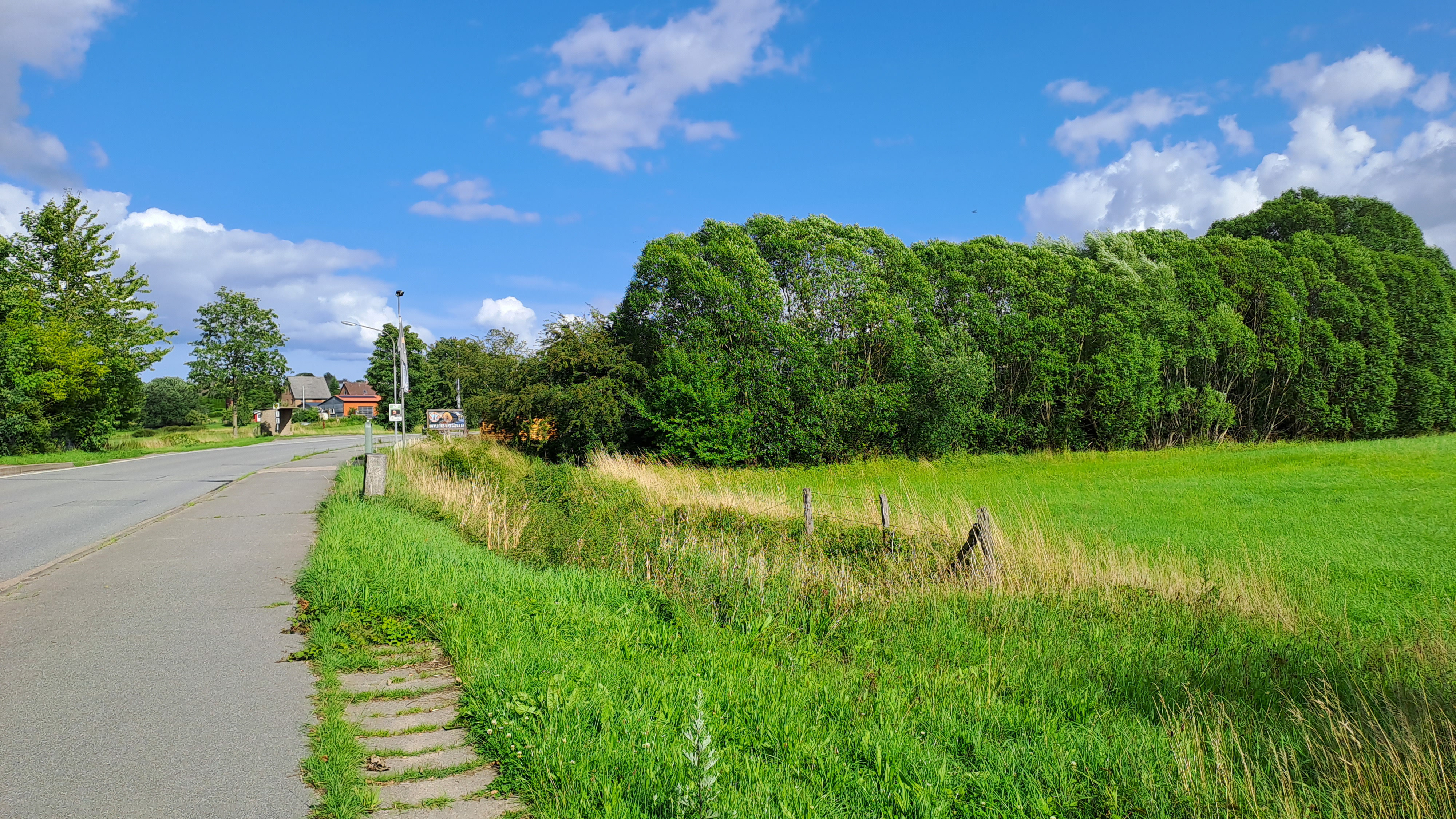
Lippingau unterquert die Straße in Sterup von rechts nach links
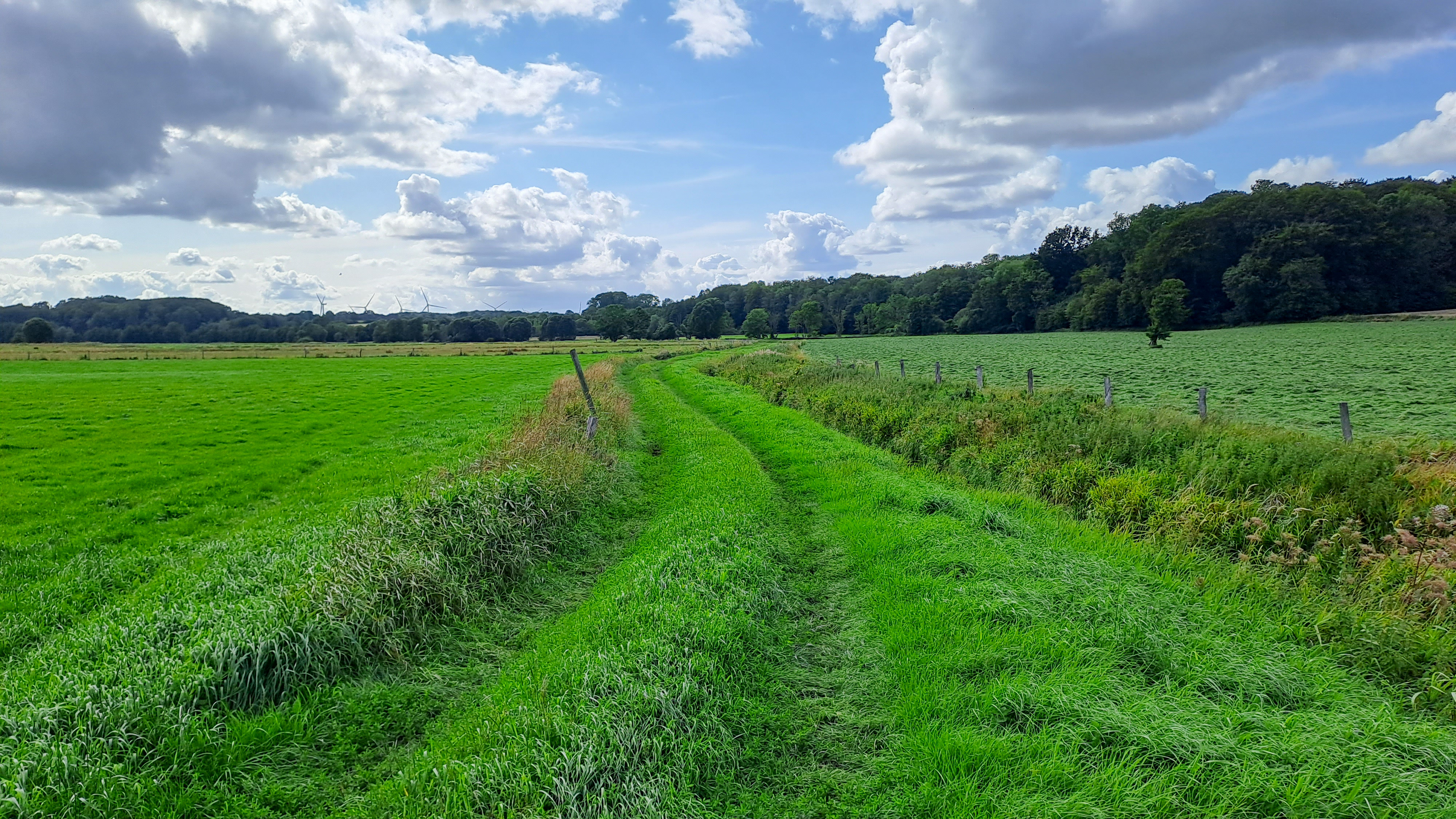
Tal der Lippingau an der L248 zwischen Sterup und Westerholm
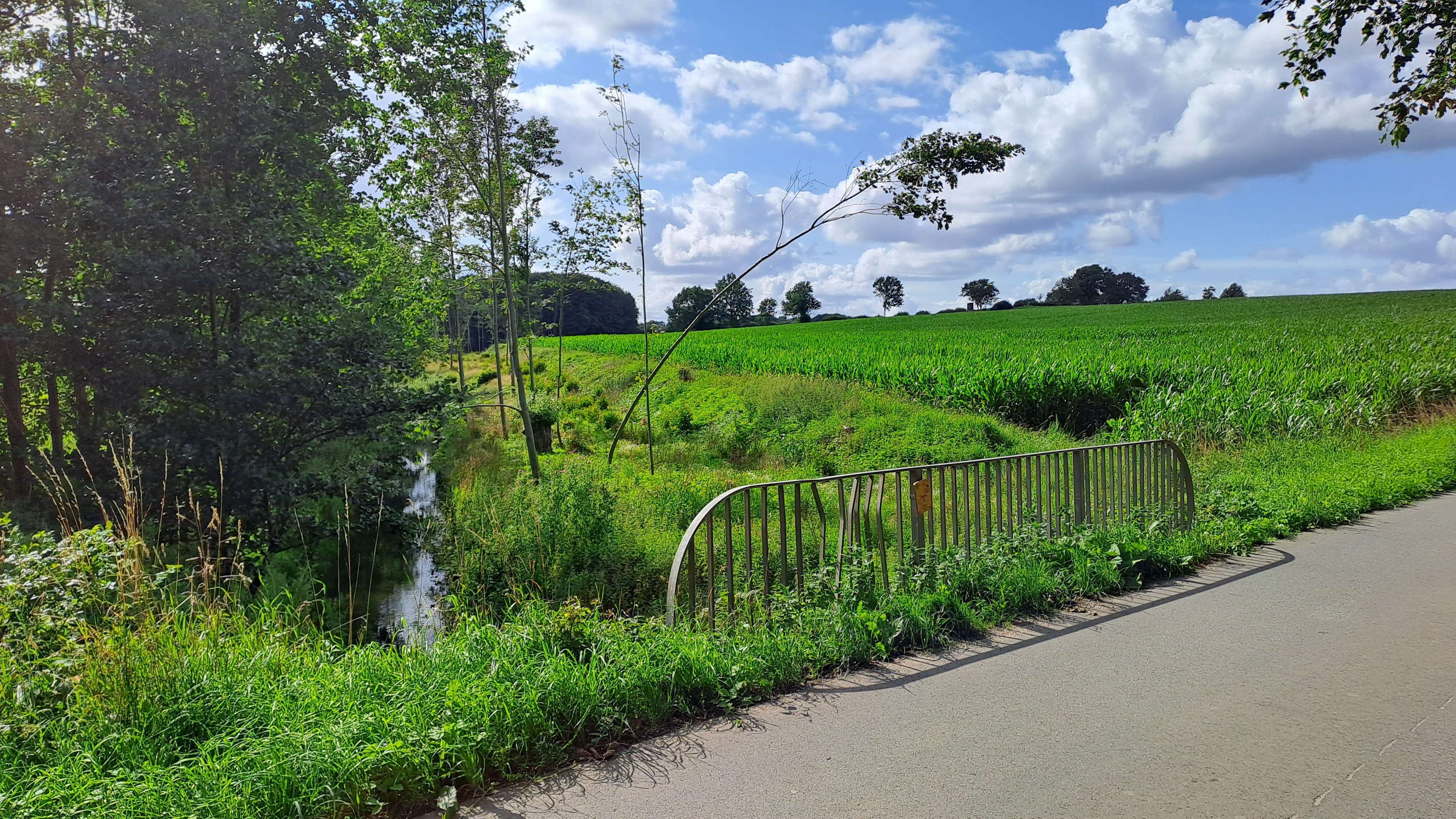
Lippingau am Gut Osterholm
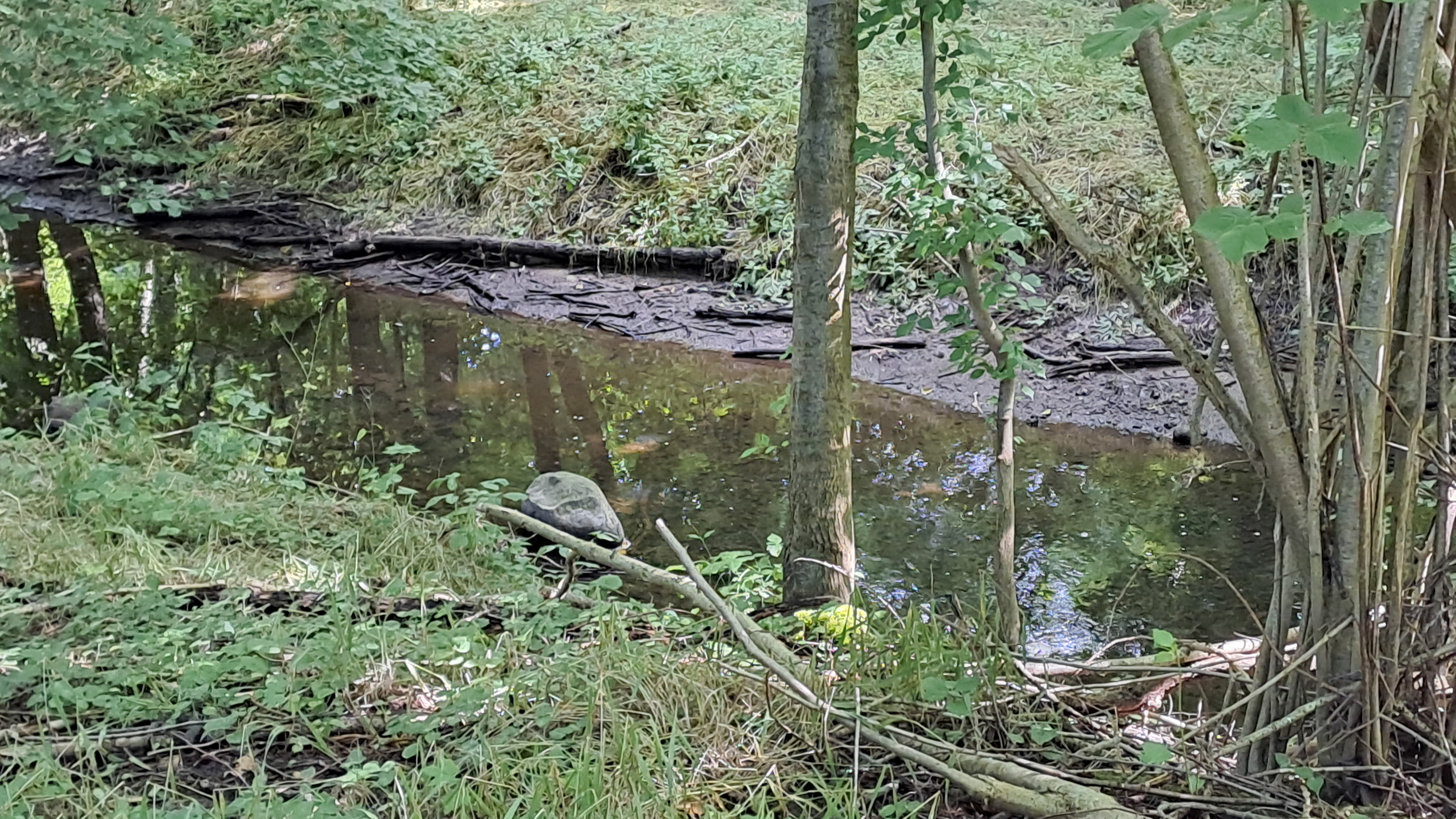
Lippingau im Wald bei Stopdrup
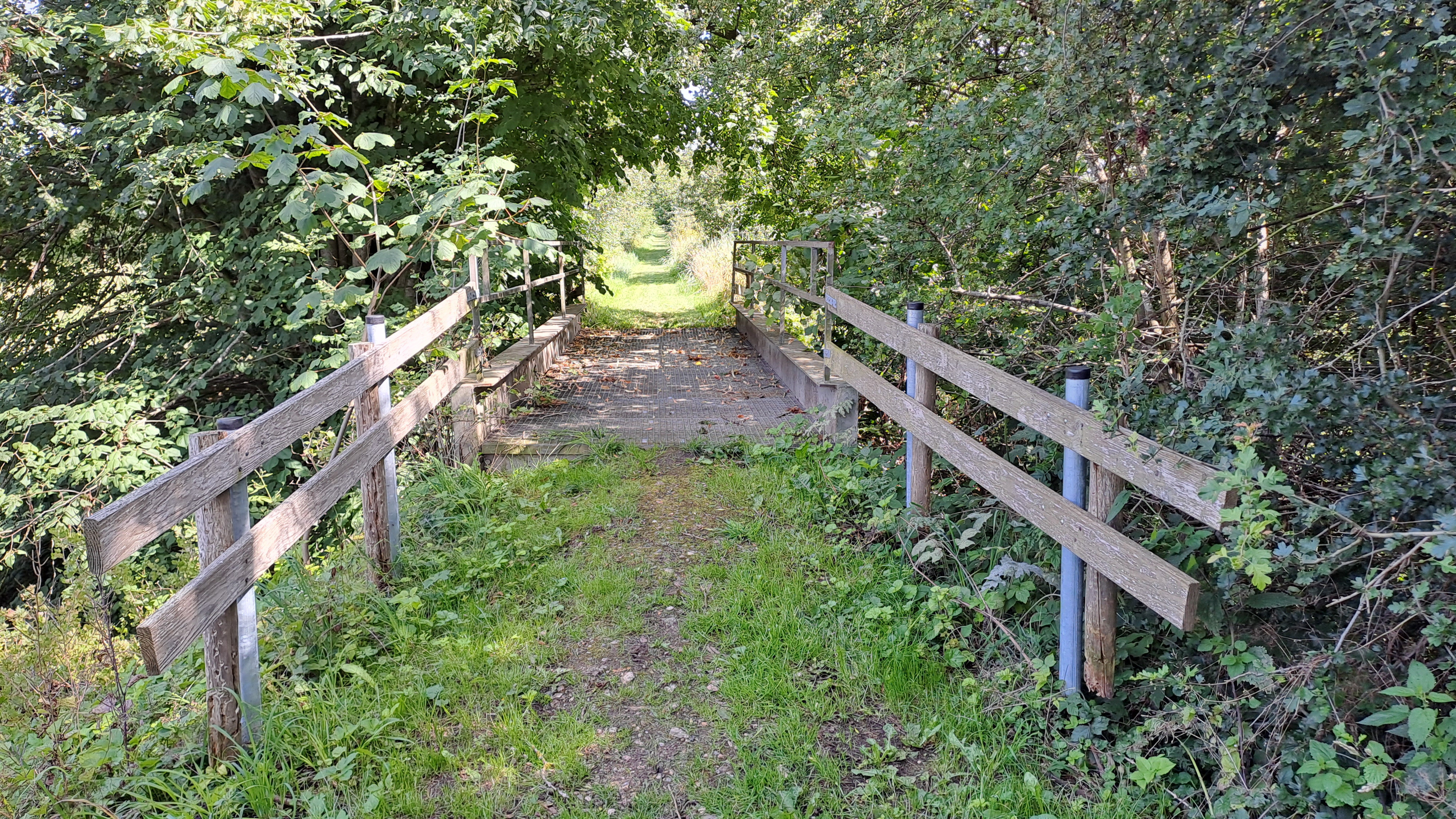
Alte Eisenbahnbrücke der stillgelegten Bahnstrecke Flensburg ̠ Rundhof über die Lippingau bei Niesgrau
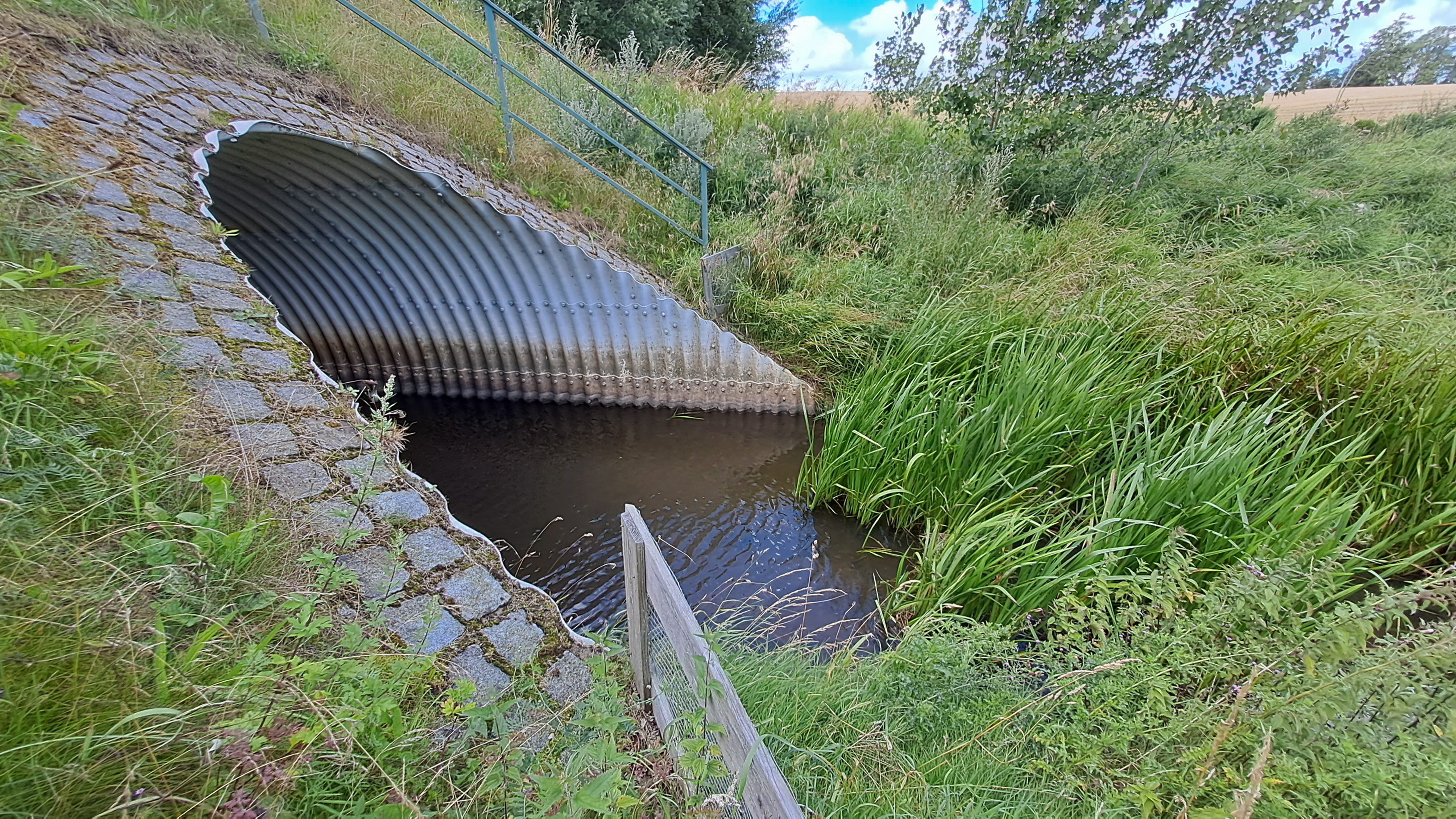
Lippingau nach der Unterquerung der B 199 bei Gut Oestergaard
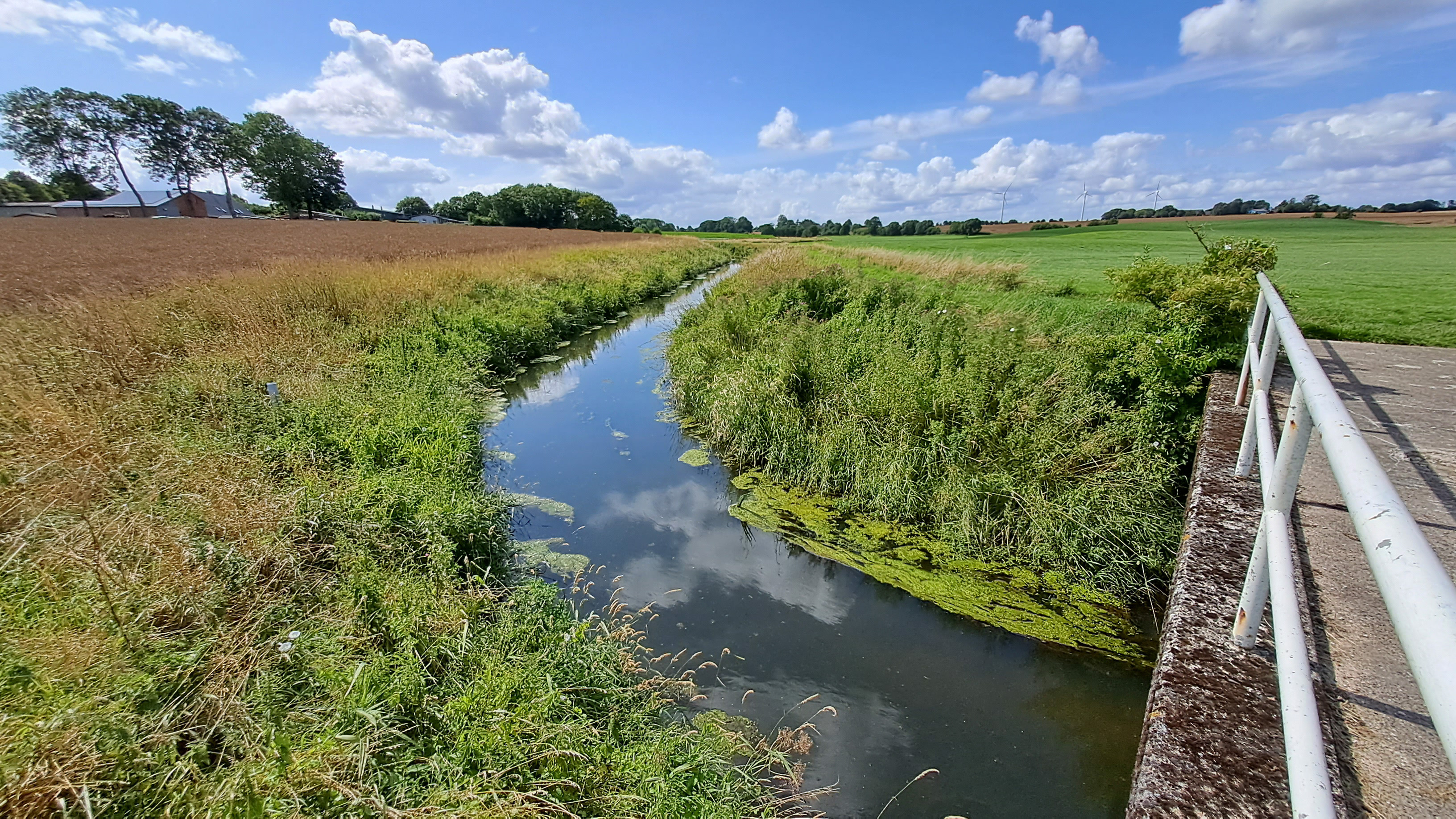
Lippungau bei Schnogholm
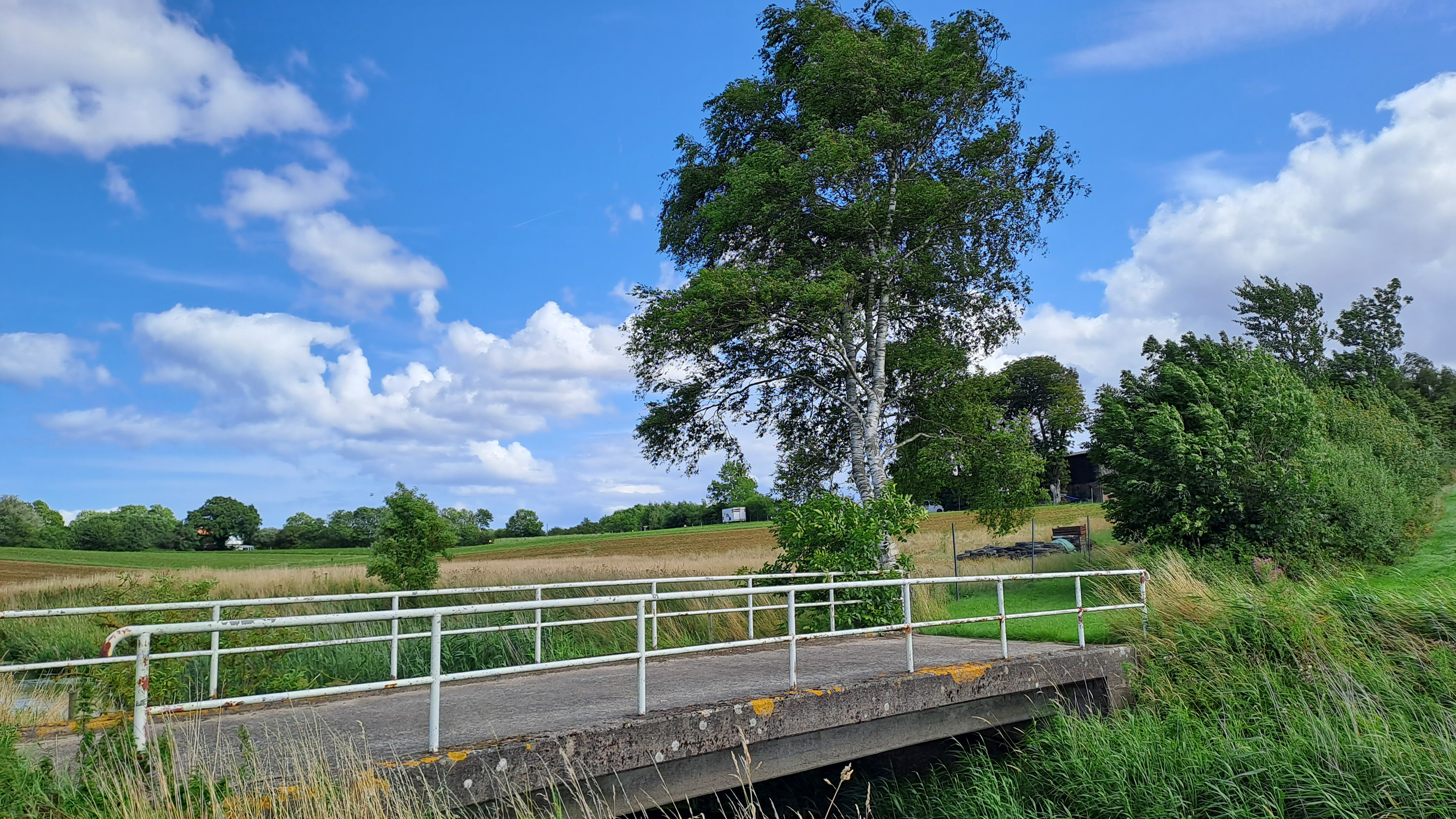
Brücke über die Lippingau kurz vor der Mündung in die Ostsee
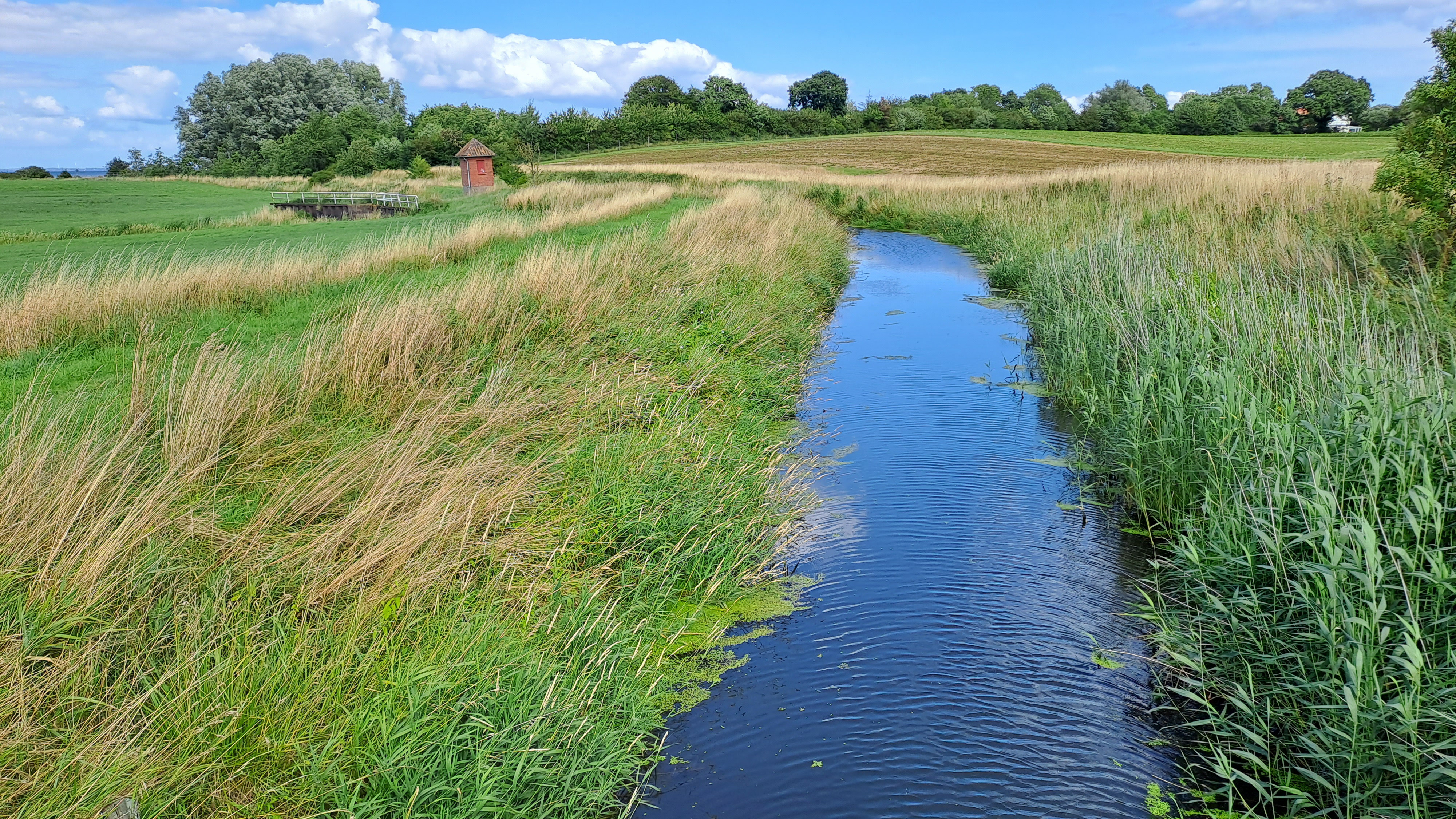
Lippingau kurz vor der Mündung in die Ostsee
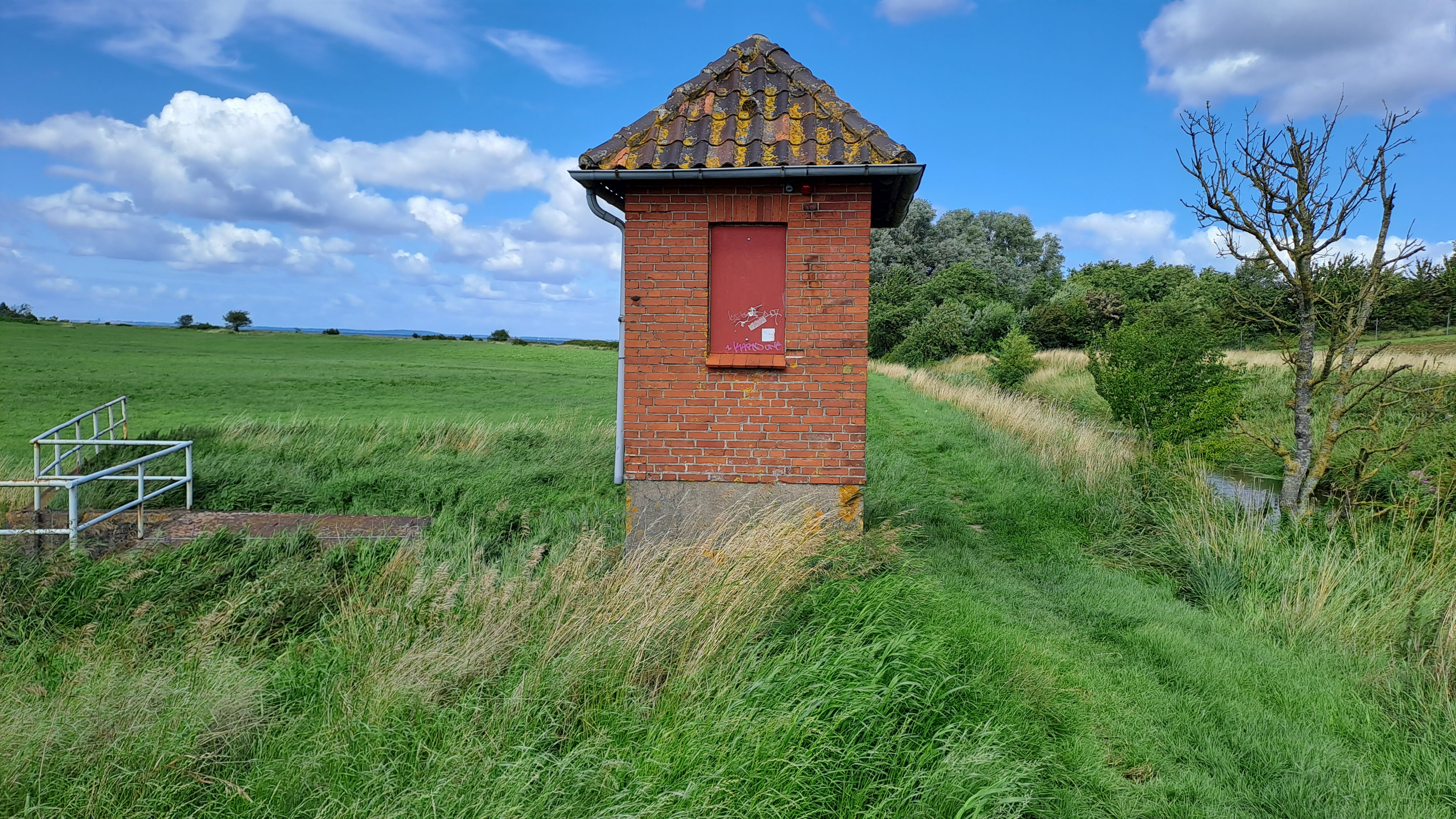
Dauerschöpfwerk für das Gewässer A1 des WBV Lippingau 270 Meter vor der Mündung in die Ostsee
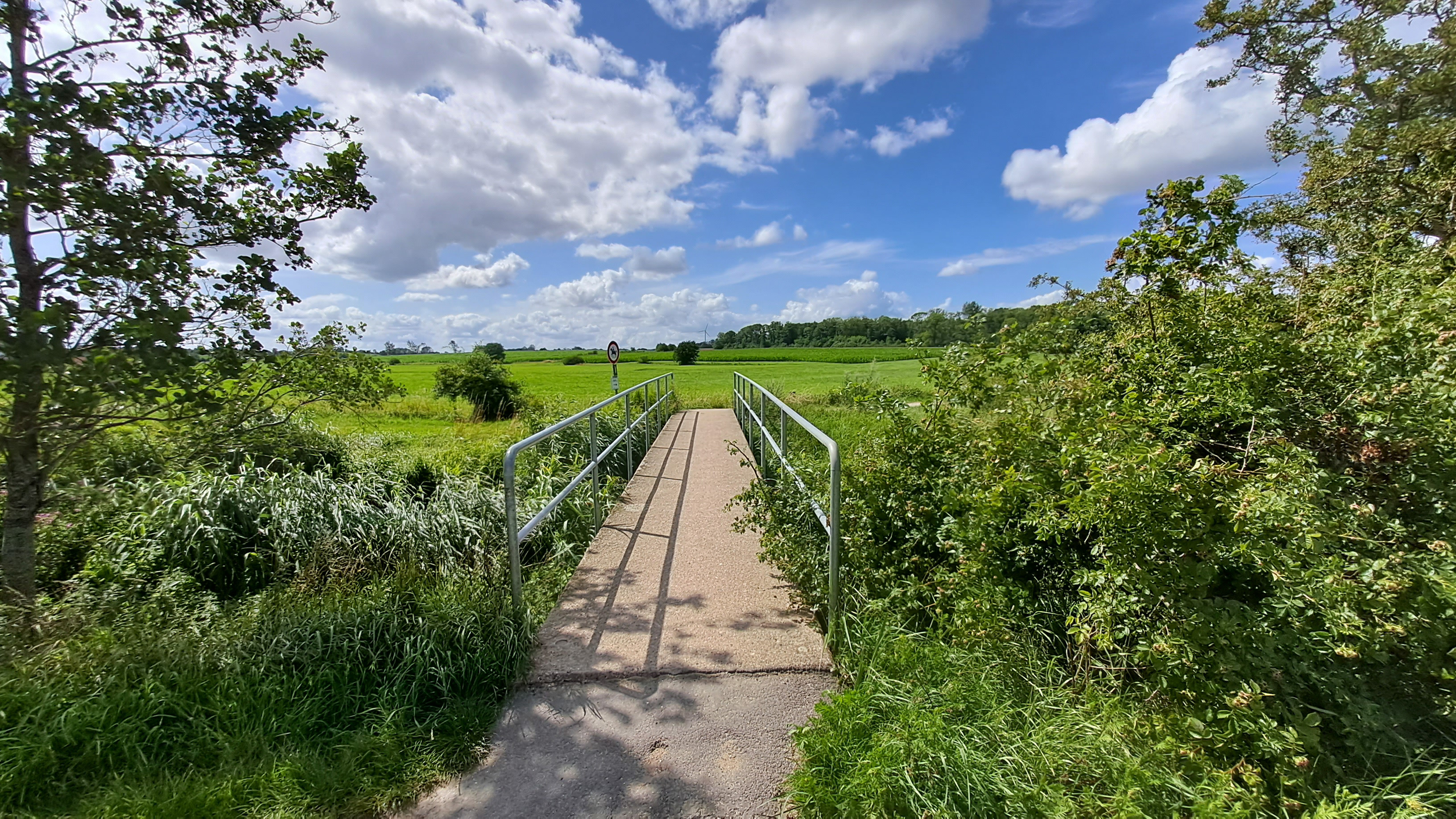
Brücke über die Lippingau am Wanderweg kurz vor deren Mündung in die Ostsee
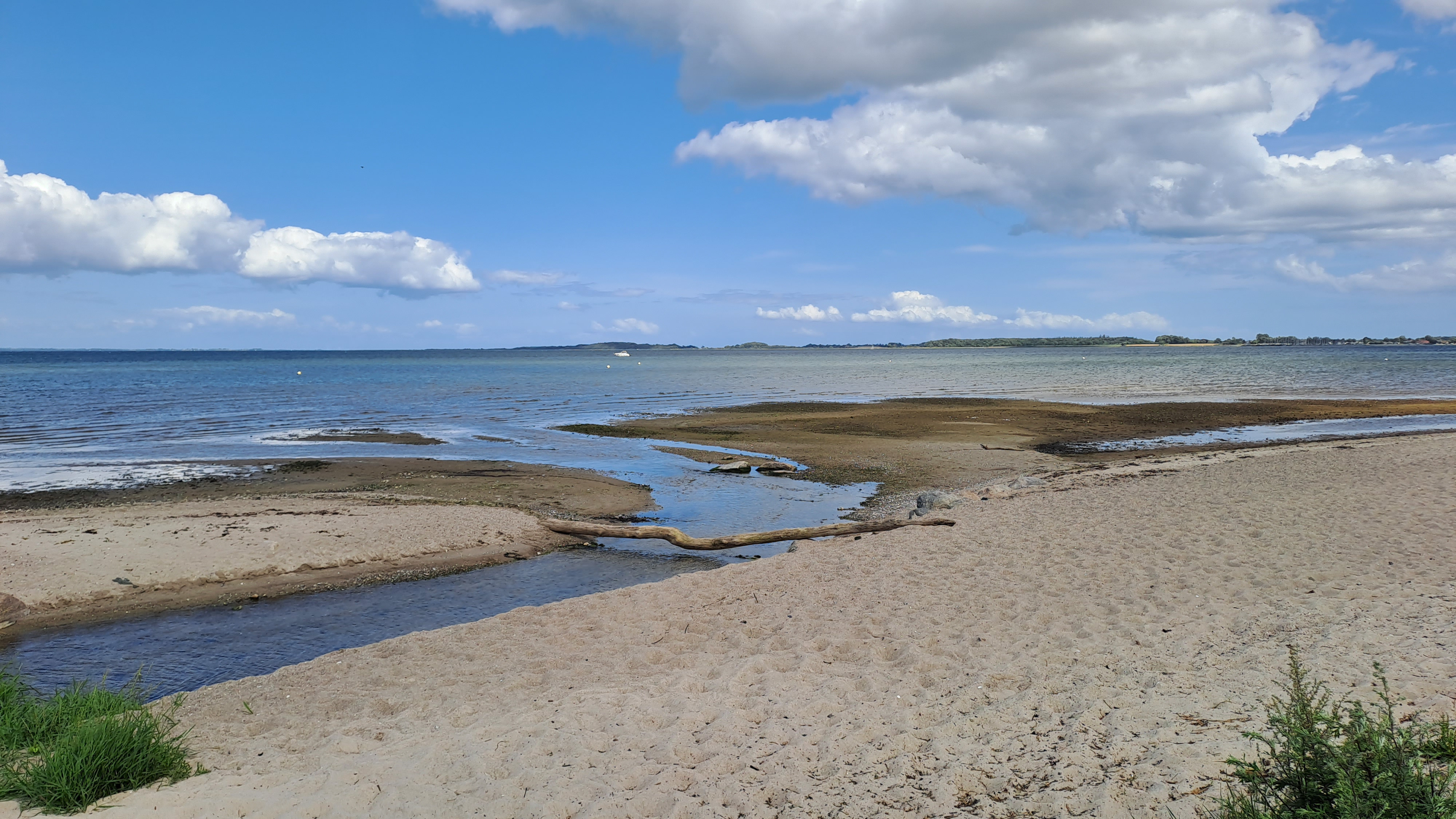
Mündung der Lippingau in die Ostsee

## Weblinks

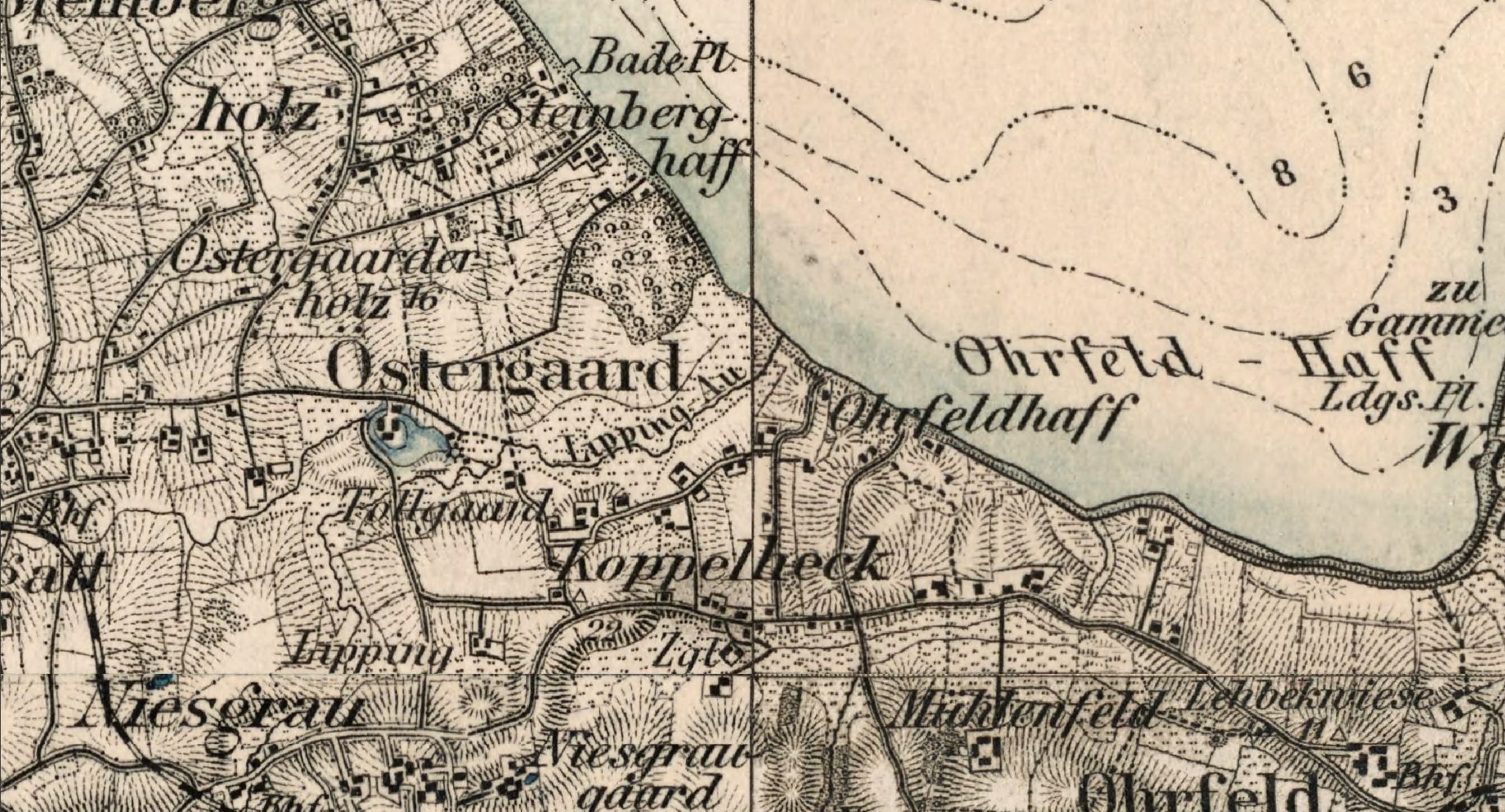
Bild 1ː Mündung der Lippingau in die Geltinger Bucht um 1893